# 舌静脈
舌静脈（ぜつじょうみゃく）は頭頸部の静脈の一つ。舌背・舌側・舌下からはじまり、舌動脈の後方を走行、内頸静脈に合流する。
舌下神経伴行静脈はかなりの大きさの枝で、舌先端の下方から始まり、舌静脈に合流することがある。しかし、一般的には舌骨舌筋後方を通り、総顔面静脈に合流する。

## 枝
1. 舌下静脈
2. 舌深静脈
3. 舌背静脈
4. 舌骨上静脈

この記事にはパブリックドメインであるグレイ解剖学第20版（1918年）648ページ本文が含まれています。